# Jaynet Kabila
Pour les articles homonymes, voir Kabila.
Jaynet Kabila est une femme politique congolaise née le 4 juin 1971 à Hewa Bora (Sud-Kivu). Fille de Laurent-Désiré Kabila et sœur jumelle de Joseph Kabila, elle est députée de Kalemie depuis 2012.

## Biographie

### Enfance, famille et formation
De son nom complet Jaynet Désirée Kabila Kyungu, elle naît le 4 juin 1971 à Hewa Bora, dans le territoire de Fizi (Sud-Kivu). Fille de Sifa Mahanya et de Laurent-Désiré Kabila, elle est la sœur jumelle de Joseph Kabila (né quelques instants après elle).
Son père, qui deviendra président du pays, est à l'époque un chef rebelle en difficulté. Pendant son enfance, Jaynet Kabila est choyée, voire « crainte » par son père, qui ne la punit jamais et l'appelle « Maman ».
Durant son enfance, elle est formée à l'usage des armes. Elle passe ensuite la plus grande partie de sa scolarité en Tanzanie, où elle effectue son service national.
Elle fait ses études supérieures en Namibie, où elle obtient un doctorat en communication. Après avoir été élue députée en 2012, elle obtient également un master à distance de l'université de Georgetown.
Elle fonde la Fondation Mzee Laurent-Désiré Kabila, qu'elle préside, dédiée à gestion des affaires de la famille Kabila,.

### Carrière privée
Jaynet Kabila devient la copropriétaire du groupe médiatique Digital Congo,, fondé en 2005 pour soutenir Joseph Kabila pendant l'élection présidentielle de 2006.

### Carrière politique
Personnalité connue pour sa discrétion,, Jaynet Kabila fait son entrée sur la scène politique en devenant députée de Kalemie en février 2012,, contre l'avis de son frère.
Durant cette législature, elle devient présidente du « Comité des sages » au sein de l'Assemblée nationale. En 2015, le magazine Jeune Afrique rapporte qu'elle serait devenue « la personne la plus influente de l’entourage du président » depuis la mort en 2012 d'Augustin Katumba Mwanke, ancien bras droit de Joseph Kabila.
Réélue députée de Kalemie lors des élections législatives de 2018, elle rejoint le Front commun pour le Congo (FCC), coalition de son frère Joseph Kabila, majoritaire à l'Assemblée nationale et opposée au CACH, la coalition du nouveau président Félix Tshisekedi. Elle est alors mise à la tête de la commission parlementaire « Défense et sécurité » aux côtés de Crispin Atama Tabe, commission stratégique ayant accès à des dossiers confidentiels. Cette désignation, arrivant dans un contexte où la plupart des commissions stratégiques sont occupées par des pro-Kabila, est critiquée par le mouvement Lutte pour le changement (Lucha).
En novembre 2022, lors d'une prise de parole au Parlement panafricain en Afrique du Sud, elle fait une sortie très remarquée en critiquant ouvertement le Rwanda et son soutien au M23. De même, face aux reproches de Kigali accusant la RDC de soutenir les Forces démocratiques de libération du Rwanda (FDLR), elle déclare que « les FDLR ont tué beaucoup plus de Congolais que de Rwandais »,
En mars 2024, Jaynet Kabila est auditionnée par les renseignements militaires après une perquisition au siège de la fondation dédiée à son défunt père, Laurent-Désiré Kabila, à Kinshasa.

## Vie personnelle
Très croyante, Jaynet Kabila est protestante.
Non mariée, elle a adopté trois enfants en 2018.

## Controverse
Le 3 avril 2016, dans le cadre de l'affaire des Panama Papers, il est révélé que Janet Kabila a engagé le cabinet panaméen Mossack Fonseca pour créer une société appelée « Keratsu Holding Limited » à Niue le 19 juin 2001, quelques mois seulement après l'arrivée de son frère au pouvoir présidentiel. Selon des documents publiés, Janet Kabila était co-directrice de cette société, aux côtés de l'homme d'affaires congolais Kalume Nyembwe Feruzi, fils d'un proche allié de Laurent-Désiré Kabila. Keratsu Holding Limited détient une participation de 19 % dans Congolese Wireless Network SPRL, qui à son tour détient une participation de 49 % dans Vodacom Congo SPRL.